# Córrego Pontal
Córrego Pontal är ett vattendrag i Brasilien.   Det ligger i delstaten Mato Grosso do Sul, i den södra delen av landet, 700 km sydväst om huvudstaden Brasília.
Omgivningarna runt Córrego Pontal är huvudsakligen savann. Trakten runt Córrego Pontal är nära nog obefolkad, med mindre än två invånare per kvadratkilometer.